# Gottfried Schädlich
Gottfried Schädlich (pseudonymer: Fried Noxius och G. F. W. Suixon), född 20 mars 1917 i Kirchberg, död 12 maj 2007 i Brühl, var en tysk militär och författare. 

## Biografi
Efter att ha tagit examen från Fürstenschule i Grimma arbetade Schädlich för Reichsarbeitsdienst i Emsland under några månader fram till september 1937. I oktober samma år gick han med i hären av Wehrmacht som marksoldat. I början av andra världskriget tjänstgjorde han som plutonchef och adjutant i 1:a bataljonen av 514:e grenadjärregementet i 294:e infanteridivisionen. På senhösten 1942 blev han som Oberleutnant chef för ett skyttekompani och gruppchef för en tysk-rumänsk stridsgrupp. Senare under kriget blev Schädlich som Hauptmann och Major, befälhavare för 1:a bataljonen av 514:e grenadjärregementet, och tilldelades Tyska korset i guld den 13 januari 1944 och Riddarkorset av Järnkorset den 9 juli 1944. Kort därefter, i augusti 1944, föll den 294:e infanteridivisionen i röda arméns Jassy–Kishinev-offensiv nära Kishinev. Från september 1944 till december 1949 var han sovjetisk krigsfånge i lägren Grjazovets, Tjerepovets och Michailowo. Där arbetade han som skogshuggare och snickare.
Efter återkomsten till Tyskland arbetade han först som tulltjänsteman i Aachen. År 1956 gick han med i den nybildade tyska försvarsmakten Bundeswehr som Major. Där arbetade han först som föreläsare och inspektionschef vid Kampftruppenschule II i Munster och Heeresoffizierschule I i Hannover. År 1963 befordrades han till Oberstleutnant och arbetade vid Heeresamt i Köln från 1965 tills han gick i pension 1973.
Schädlich publicerade över 30 böcker, med sitt borgerliga namn militär facklitteratur och under pseudonymen "Fried Noxius" ett flertal barn- och ungdomsböcker.

## Mottagande
Den militära facklitteraturen som publicerades av E.S. Mittler & Sohn Taschenbuch der Taktik 1963 fick recensionen i den schweiziska tidskriften Allgemeine Schweizerische Militärzeitschrift att ha "ganska användbara tips för utformningen av den taktiska träningen". Om hans verk Das Trojanische Pferd 1965 stod det att "som en samling av idéer kan bandet rekommenderas till varje utbildare, från gruppledare till bataljonschef".

## Utmärkelser
- Infanteristridsmärket i silver (12/12 1941)[1]
- Närstridsspännet i brons (25/9 1943)[1]
- Wehrmachts tjänsteutmärkelse fjärde klass (1941)[1]
- Östfrontsmedaljen (20/8 1942)[1]
- Järnkorset av andra klassen (4/9 1941)[1]
- Järnkorset av första klassen (8/4 1942)[1]
- Tyska korset i guld (13/1 1944)[1]
- Riddarkorset av Järnkorset (9/7 1944)[1]
- Kungliga bulgariska tapperhetsorden av fjärde klass andra grad (30/6 1942)[1]
- Verdienstkreuz am Bande (22/2 1973)[8]

## Verk

### Militär facklitteratur
- Kurzgefasstes Lehrbuch für den Reserveoffizier und (Res.-)Offz.-Anwärter
  - Einführung und allgemeine Schulung, 1960
  - Taktische Schulung, 1960
- Taschenbuch der Taktik
  - Taktische Grundsätze, 1963
  - Die Kampfarten und Entschlussaufgaben, 1963
- Das Trojanische Pferd: Kriegslist - gestern und heute, 1965
  - Kriegslist: gestern und heute, 1979

### Barn- och ungdomsböcker
- 30 Gutenachtmärchen, 1953,
- Der grosse Ring, 1957
- Der verlorene Schatten, 1959
- Freiheit für Jacki, 1961
- Der Geschichtenpeter: Viele kunterbunte Kindergeschichten, 1963
- Der Geisterpfad: 11 Abenteuer- und Detektivgeschichten, 1966
- Gute-Nacht-Geschichten für kleine Leute, 1967
- Kennwort Schwarzer Brummer, 1968
- Die Zwiebelprinzessin: Geschichten für Kinder, 1968
- Herr Plum und der Papagei: Spannende Geschichten für Kinder, 1969
- Der Riese Nimmersatt und andere Geschichten: [15 Geschichten aus der Märchenwelt zum Vorlesen und Selberlesen], 1969
- Giraffe mit Knoten: Geschichten aus aller Welt für Kinder, 1970
- Aktion Hilfe für Oliver, 1970, ISBN 3-7942-0118-3
- Spuk im Lindenhof: Spannende Abenteuer, 1970, ISBN 3-442-20003-2
- Ein Ball rollt auf die Strasse: spannende Geschichten zur Verkehrserziehung, 1972, ISBN 3-442-20043-1
- Der verkaufte Regenbogen: schnurriges Märchenallerlei, 1972, ISBN 3-442-20047-4
- Der Geschichtenpeter: bunte Sachen zum Lesen und Lachen, 1972
- Gefährliches Geheimnis: Rätsel um einen unterirdischen Gang, 1973, ISBN 3-442-20070-9
- Im Netz der Schmuggler, 1974, ISBN 3-536-01121-7
- Gefahr am Platz der Gaukler, 1974, ISBN 3-473-39311-8
- Der Trick des Herrn van Loo, 1976, ISBN 3-473-39373-8
- Jonathan und der Geistervogel, 1977, ISBN 3-473-39394-0
- Zwei Augen zuviel: Detektivgeschichten, 1978, ISBN 3-88101-570-1
- Jonathan und der goldene Krake, 1979, ISBN 3-473-39578-1
- Ein gefährlicher Vogel, 1979, ISBN 3-88101-584-1
- Ein falscher Zug und andere spannende Geschichten, 1979, ISBN 3-88101-590-6
- Kennwort Gelbe Schaukel: Geheimnisse, Abenteuer, Spannung, 1980, ISBN 3-88101-618-X
- Privatdetektiv Jonathan Jonathan
  - Die Spur führt nach Marokko, 1980, ISBN 3-88101-611-2
  - Die Geschäfte des Herrn van Loo, 1981, ISBN 3-88101-611-2
- Lasst euch den Mond nicht rauben, 1986, ISBN 3-7709-0619-5
- Wie der Winter ins Land kam: Weihnachts- und Wintergeschichten für Kinder, 1991, ISBN 3-579-02174-5
- Der Eisblumenstrauss: Schnee- und Eisgeschichten, 1992, ISBN 3-579-01509-5